# Kazuki
Kazuki ist ein männlicher japanischer Vorname und Familienname.

## Namensträger

### Vorname
- Kazuki Ganaha (* 1980), japanischer Fußballspieler
- Kazuki Kaneshiro (* 1968), japanisch-koreanischer Schriftsteller und Drehbuchautor
- Kazuki Lawlor (* 1998), japanischer Eishockeyspieler
- Kazuki Kawamura (* 1997), japanischer Mittelstreckenläufer
- Kazuki Nagasawa (* 1991), japanischer Fußballspieler
- Kazuki Nakajima (* 1985), japanischer Automobilrennfahrer
- Kazuki Nishishita (* 1981), japanischer Skispringer
- Kazuki Takahashi (1961–2022), japanischer Mangaka
- Kazuki Tomokawa (* 1950), japanischer Acid-Folk-Sänger, Dichter, Autor und Künstler
- Kazuki Tomono (* 1998), japanischer Eiskunstläufer
- Kazuki Yamada (* 1979), japanischer Dirigent und Orchesterleiter
- Kazuki Yamamoto (* 1986), japanischer Eishockeyspieler
- Kazuki Yao (* 1959), japanischer Synchronsprecher
- Kazuki Yoshimi (* 1984), japanischer Baseballspieler

### Familienname
- Kazuki Yasuo (1911–1974), japanischer Maler der Shōwa-Zeit im Yōga-Stil